# Sphenoptera burgeoni
Sphenoptera burgeoni es una especie de escarabajo del género Sphenoptera, familia Buprestidae. Fue descrita científicamente por Théry en 1940.

## Distribución
Habita en la región afrotropical.